# Wax (album)
Pour les articles homonymes, voir Wax.
Albums par Indochine
Un jour dans notre vie
(1993) Dancetaria
(1999)
Lives par Indochine
Unita
(1996) Indo Live
(1997)
Singles
1. Kissing My Song / Petit Jésus
Sortie : 11 mars 1996
2. Drugstar / Kissing My Song
Sortie : 27 septembre 1996
3. Je N'Embrasse Pas / Drugstar
Sortie : 17 janvier 1997
4. Satellite / Coma, Coma, Coma
Sortie : 6 juin 1997

Wax est le 7e album studio du groupe français Indochine, sorti en 1996. Il a été produit par Jean-Pierre Pilot et Alexandre Azaria sous le label BMG.
Cet album, le premier sans le guitariste et compositeur Dominique Nicolas, fut la plus mauvaise vente du groupe et fut un échec critique et commercial. Il ne se vendra qu'à seulement 60 000 exemplaires. 
On notera la contribution de la comédienne Marie Guillard, qui fut l'épouse de Nicola Sirkis, pour le titre Les Silences de Juliette.

## Liste des titres
Toutes les paroles sont écrites par Nicola Sirkis.
| 1.    | Unisexe                  | Nicola Sirkis, Alexandre Azaria   | 5:03 |
| 2.    | Révolution               | Nicola Sirkis, Alexandre Azaria   | 4:50 |
| 3.    | Drugstar                 | Nicola Sirkis                     | 3:30 |
| 4.    | Je n'embrasse pas        | Nicola Sirkis, Alexandre Azaria   | 5:32 |
| 5.    | Coma, coma, coma         | Alexandre Azaria                  | 4:36 |
| 6.    | Echo-Ruby                | Stéphane Sirkis, Alexandre Azaria | 5:10 |
| 7.    | Les Silences de Juliette | Stéphane Sirkis                   | 3:57 |
| 8.    | Satellite                | Stéphane Sirkis, Alexandre Azaria | 4:11 |
| 9.    | Mire-Live                | Stéphane Sirkis                   | 3:34 |
| 10.   | Ce soir, le ciel         | Stéphane Sirkis                   | 4:06 |
| 11.   | Kissing My Song          | Alexandre Azaria                  | 4:04 |
| 12.   | L'Amoureuse              | John Barry, Alexandre Azaria      | 4:43 |
| 13.   | Peter Pan                | Nicola Sirkis, Alexandre Azaria   | 4:58 |
| 58:40 |                          |                                   |      |

## Crédits
- Les chansons 2, 3, 6, 7, 8, 9 et 10 sont réalisées par Jean-Pierre Pilot et Indochine et les chansons 1, 4, 5, 11, 12 et 13 sont réalisées par Alexandre Azaria et Indochine.
- Préproduction au studio de la Seine à Paris en avril 1996
- Programmations de Jean-Pierre Pilot et de Christian Lechevretel
- Enregistré aux studios ICP à Bruxelles en mai 1996